# A Déli-Georgia és Déli-Sandwich-szigetek címere

A Déli-Georgia és Déli-Sandwich-szigetek címere

A Déli-Georgia és Déli-Sandwich-szigetek címere egy osztott pajzs, amelynek közepén, zöld háromszögben egy fáklyát tartó, ágaskodó oroszlánt és két csillagot helyeztek el. A háromszög két oldalán a pajzs fehér és kék színű sakkozott mező látható. A pajzs felett egy sisak, azon rénszarvas látható. Két oldalt egy fóka és egy pingvin tartja a pajzsot, amely egy sziklán, illetve egy jégtáblán áll. Alul fehér szalagon a terület mottója olvasható: „Leo Terram Propriam Protegat” (Az oroszlán megvédi a hazáját).